# Michal Trávník
Michal Trávník (ur. 17 maja 1994) – czeski piłkarz grający na pozycji środkowego pomocnika. Od 2015 roku jest zawodnikiem klubu FK Jablonec.

## Kariera piłkarska
Swoją karierę piłkarską Trávník rozpoczął w klubie FK Mutěnice. Był również zawodnikiem juniorów RSM Baník Šardice. Następnie rozpoczął treningi w 1. FC Slovácko. W 2011 roku awansował do kadry pierwszej drużyny i 18 marca 2012 zadebiutował w niej w pierwszej lidze czeskiej w zremisowanym 2:2 wyjazdowym meczu z Dynamem Czeskie Budziejowice. W Slovácko grał do lata 2015 roku.
Latem 2015 roku Trávník przeszedł do FK Jablonec. Swój debiut w Jabloncu zanotował 25 lutego 2015 w zwycięskim 3:2 wyjazdowym meczu z 1. FK Příbram. W maju 2016 zagrał w przegranym po serii rzutów karnych finale pucharu ze Slovanem Liberec (po 120 minutach był wynik 1:1).
| Sezon   | Klub           | Kraj   | Rozgrywki | Mecze | Gole |
| ------- | -------------- | ------ | --------- | ----- | ---- |
| 2011/12 | 1. FC Slovácko | Czechy | 1. liga   | 7     | 0    |
| 2012/13 | 1. FC Slovácko | Czechy | 1. liga   | 11    | 0    |
| 2013/14 | 1. FC Slovácko | Czechy | 1. liga   | 13    | 1    |
| 2014/15 | 1. FC Slovácko | Czechy | 1. liga   | 24    | 4    |
| 2015/16 | FK Jablonec    | Czechy | 1. liga   | 23    | 0    |
| 2016/17 | FK Jablonec    | Czechy | 1. liga   | 28    | 3    |
| 2017/18 | FK Jablonec    | Czechy | 1. liga   |       |      |

## Kariera reprezentacyjna
Trávník grał w młodzieżowych reprezentacjach Czech na różnych szczeblach wiekowych. W 2015 roku wystąpił z reprezentacją U-21 na Mistrzostwach Europy U-21. W reprezentacji Czech zadebiutował 23 marca 2018 roku w przegranym 0:2 towarzyskim meczu w ramach China Cup z Urugwajem.